# Lucius Tarius Rufus
Lucius Tarius Rufus (* spätestens 59 v. Chr.; † möglicherweise 24) war ein römischer Feldherr, Senator und Suffektkonsul im Jahr 16 v. Chr. Er gehörte zu den fähigen Militärs niedriger Abstammung, die während der Römischen Bürgerkriege durch Kaiser Augustus gefördert wurden und in höchste Staatsämter aufstiegen.

## Herkunft und Familie
Der antike Gelehrte Plinius der Ältere schreibt in seinem Werk Naturalis historia, Lucius Tarius Rufus sei von „sehr niedriger Abstammung“ gewesen („infima natalium humiliate“). Tatsächlich war er der erste in seiner Familie, dem es gelang, eine erfolgreiche politische Karriere zu durchlaufen (homo novus). So sind alle anderen heute bekannten Träger des Namens Tarius entweder Nachkommen oder Freigelassene dieses Namensträgers.
Die Herkunft des Tarius ist umstritten, da keine eindeutigen Quellen vorhanden sind. Bereits Bartolomeo Borghesi vermutete im 19. Jahrhundert, dass er aus der Provinz Dalmatien stammte. Grund für diese Annahme ist, dass in der dalmatischen Region Liburnien, besonders in der Stadt Nedinum (heute Nadin), mehrere Inschriften gefunden wurden, die den Namen Tarius beinhalten, teilweise sogar einen Tarius Rufus nennen. Dies könnte darauf hinweisen, dass dort eine Familie dieses Namens ansässig war. Eine Reihe anderer Forscher ist dagegen der Meinung, Tarius habe aus der mittelitalienischen Landschaft Picenum gestammt, in der er auch später als reicher Mann große Besitztümer erwarb. Für das gehäufte Auftreten der Tarii in dalmatischen Inschriften sehen sie andere Gründe: Der unter Augustus aufgestiegene Staatsmann sei entweder in Dalmatien Statthalter beziehungsweise Feldherr geworden oder habe andere politische/wirtschaftliche Beziehungen nach Liburnien gehabt. Deshalb habe er einigen Bewohnern dieser Region das römische Bürgerrecht verliehen und damit (wie im römischen Reich üblich) seinen Gentilnamen auf sie übertragen. John J. Wilkes vermutete in seiner Dissertation sogar, dass die in Liburnien belegten Träger des Namens Tarius aus Picenum ausgewandert seien. Später plädierte er allerdings auch für eine dalmatische Herkunft des Lucius Tarius Rufus.

## Laufbahn
31 v. Chr. war Lucius Tarius Rufus als Kommandant eines Flottenteils an der Leitung der Seeschlacht bei Actium gegen Marcus Antonius und Kleopatra beteiligt; zu dieser Zeit hatte er wohl bereits einen Sitz im Senat. Die im Bürgerkrieg geleisteten militärischen Verdienste beförderten auch seinen politischen Aufstieg: Eine fragmentierte Inschrift, die mit Tarius' Namen ergänzt werden kann, deutet darauf hin, dass er zu einem nicht genau bestimmbaren Zeitpunkt vor 17 v. Chr. Prokonsul von Zypern war. Im Jahr 16 v. Chr. schließlich hatte er ein Suffektkonsulat inne.
Ungefähr in dieser Zeit war er auch als Oberbefehlshaber der Legio X Fretensis bei einem Feldzug in der Provinz Makedonien gegen die Sarmaten beteiligt. Die Position, die er dabei innehatte, ist nicht gesichert: Ob er den Rang eines legatus pro praetore oder lediglich den eines Promagistrats pro praetore besaß, lässt sich nicht sicher entscheiden. John J. Wilkes hat vermutet, dass für Marcus Lollius bei dessen Kampf gegen die Besser ein neues Militärkommando für das Gebiet der Provinzen Thrakien und Makedonien geschaffen worden war, das nun Tarius und nach ihm möglicherweise der spätere Kaiser Tiberius erhielt.
Dem Autor Sextus Iulius Frontinus zufolge amtierte Tarius ab 23 n. Chr. als Verantwortlicher für die Wasserversorgung der Stadt Rom (curator aquarum). Bereits im Jahr darauf wurde er von Marcus Cocceius Nerva, dem Großvater des Kaisers Nerva, abgelöst. Da Tarius als Konsul im Jahr 16 v. Chr. den Vorschriften des Amtes gemäß mindestens 43 Jahre alt war, muss er den von Frontinus erwähnten Posten in einem Alter von über 80 Jahren innegehabt haben. Deshalb wird diese Information von einigen Wissenschaftlern angezweifelt. Andererseits spricht gerade die sehr kurze überlieferte Amtszeit des Tarius dafür, dass er 24 n. Chr. im Amt gestorben ist.

## Vermögen und soziale Stellung
Lucius Tarius Rufus besaß ein enormes Vermögen von angeblich 100 Millionen Sesterzen, das er besonders der Freigiebigkeit des Kaisers Augustus verdankte. Wie in senatorischen Kreisen üblich, investierte er es in Grundbesitz. Allerdings ging er bei der Anschaffung und der Ausschmückung seiner Ländereien in Picenum (nach dem Urteil Plinius des Älteren) völlig maßlos vor und verkalkulierte sich offensichtlich, sodass er einen Großteil seines Reichtums verlor. Sein Erbe weigerte sich daher, das Testament anzunehmen. Daneben scheint sich Tarius auch im Handel betätigt zu haben, wie durch mehrere Amphorenstempel nahegelegt wird, die seinen Namen beinhalten.
Er gehörte zu den amici principiis (wörtlich den „Freunden des Kaisers“) von Augustus und möglicherweise noch von dessen Nachfolger Tiberius. Darunter hat man allerdings grundsätzlich erst einmal keine emotionale Beziehung zu verstehen – es handelte sich vielmehr um die offizielle Bezeichnung für ein gutes politisch-gesellschaftliches Verhältnis, für die Gunst des Kaisers. Nichtsdestotrotz scheint Tarius auch persönlich gut mit dem Herrscher gestanden zu haben, wie beispielsweise auch dessen Verhalten im Hausprozess gegen Tarius' Sohn zeigt (siehe folgender Abschnitt).

## Verurteilung des Sohnes
Seneca überliefert in seinem Werk De clementia („Von der Milde“), wie Tarius seinen noch jungen Sohn dabei ertappte, (angeblich von anderen angestiftet) den Vatermord vorzubereiten. Er ließ die Angelegenheit aufgrund seiner patria potestas persönlich untersuchen und in seinem eigenen Haus zur Verhandlung bringen. Dazu lud er Augustus in das Hausgericht ein, der tatsächlich persönlich anwesend war und sich mit dem Fall befasste. Um mit seiner Entscheidung nicht die anderen Richter zu beeinflussen, setzte der Kaiser allerdings durch, dass schriftlich abgestimmt wurde. Außerdem versicherte er, um seine Unvoreingenommenheit zu bekräftigen, dass er, falls Tarius kinderlos sterben würde, nicht dessen Erbschaft antreten wolle. Letztendlich erhielt der verurteilte Sohn eine sehr milde Strafe, er wurde nach Massilia verbannt und erhielt weiterhin die bisherigen finanziellen Zuwendungen durch den Vater.
Auch in der Zeit des römischen Weltreichs reichte die Macht des römischen Hausvaters also noch bis in die Gerichtsbarkeit bei Kapitalverbrechen. Durch die Einladung des Kaisers bewirkte Tarius aber, dass dieser aufgrund seiner auctoritas praktisch die Leitung des Gerichtsverfahrens übernahm und damit dem eigentlich privaten Prozess einen öffentlichen Charakter sowie eine staatliche Sanktionierung gab. Der Althistoriker Hans Volkmann vermutete, dass Tarius mit der Berufung des Augustus in sein Hausgericht verhindern wollte, dass er aufgrund eines eigenmächtigen milden Urteils über den Sohn den Zorn des Herrschers auf sich zieht.